# Poor John (film, 1907)
Poor John je americký němý film z roku 1907. Režisérem je Edwin S. Porter (1870–1941). Film trvá zhruba 4 minuty.

## Děj
Vesta Victoria (1873–1951) zpívá píseň Poor John.